# ITunes Live from SoHo (minialbum Florence and the Machine)
iTunes Live from SoHo – trzeci minialbum brytyjskiego zespołu indierockowego Florence and the Machine. Wydany został przez wytwórnię płytową Island Records w dniu 26 listopada 2010 roku tylko w Stanach Zjednoczonych. Materiał na minialbum został nagrany podczas koncertu grupy dla iTunes w dniu 2 listopada 2010 roku. 

## Lista utworów
1. Cosmic Love
2. Drumming Song
3. Girl with One Eye
4. Between Two Lungs
5. Hurricane Drunk
6. Dog Days Are Over